# Ponte Nova da Cava da Velha

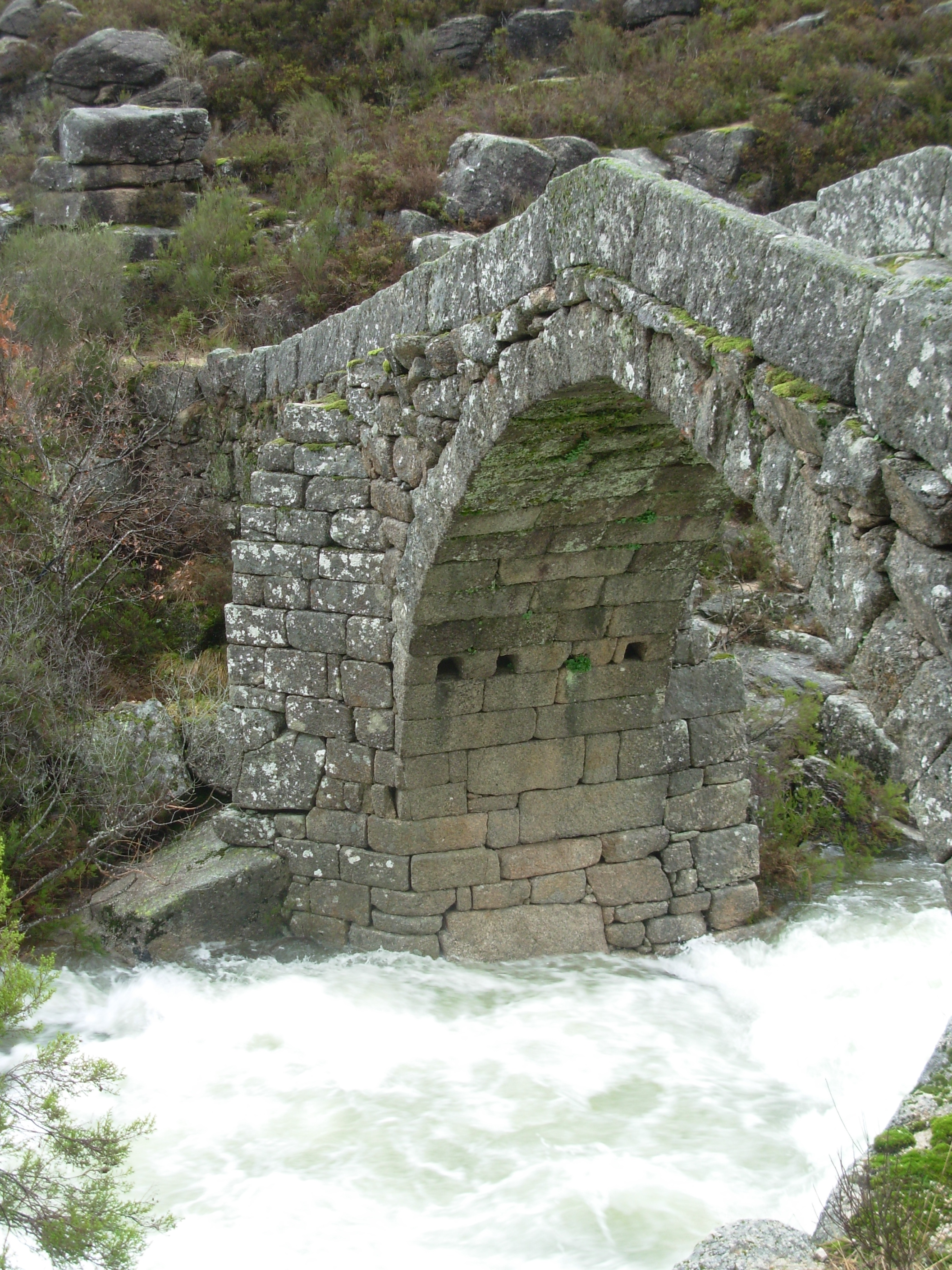
Ansicht

Die Ponte Nova da Cava da Velha (auch Ponte Nova oder Ponte da Cava da Velha) ist eine römische Steinbrücke im Norden Portugals. Sie spannt sich etwa drei Kilometer südlich von Castro Laboreiro am Rand des Parque Nacional da Peneda-Gerês über den Rio Castro Laboreiro.

## Geschichte
Die Brücke wurde vermutlich im 1. Jahrhundert errichtet. Etwa im 13. Jahrhundert wurde sie neu gepflastert. 1986 wurde ihr der Status eines Monumento Nacional zuerkannt. Das Bauwerk fehlt allerdings in den beiden umfangreichsten Listen römischer Brücken.

## Beschreibung
Die Konstruktion besteht aus zwei stark geneigten, etwa drei Meter breiten Rampen, die auf zwei Rundbögen mit sehr ungleichen Größen aufliegen. Der größere hat eine Spannweite von 10,5 Metern und eine Höhe von 7,5 Metern, der kleinere eine Spannweite von nur 1,7 Metern und eine Höhe von 3,3 Metern.
Die Bogensteine sind behauen, die Pflasterung besteht aus großen Steinplatten. Um die Stützpfeiler zu stärken und sie vor der Kraft des Wassers zu schützen, sind vor- und nachgelagerte Wellenbrecher angebracht.

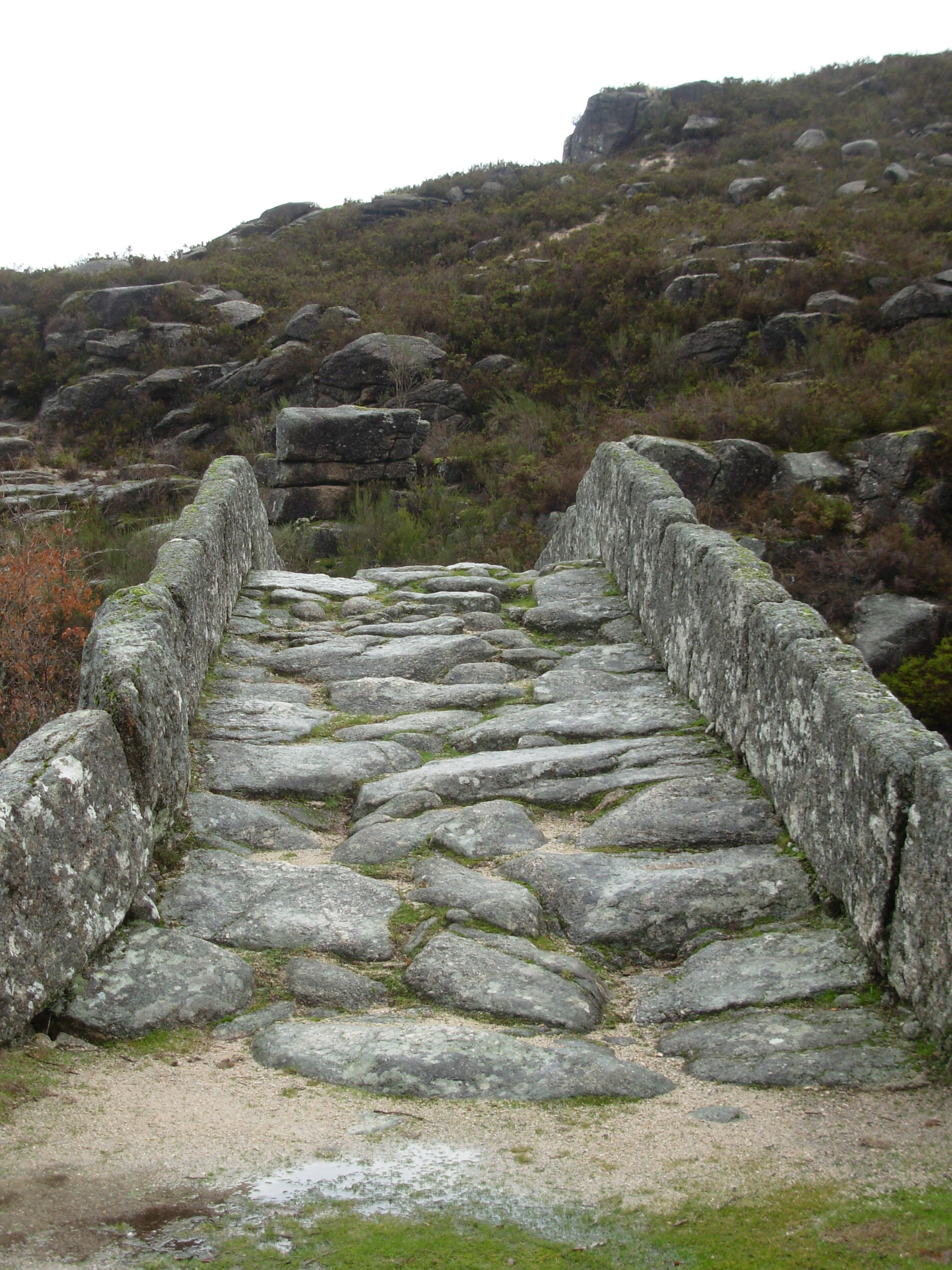
Rampe und Pflasterung
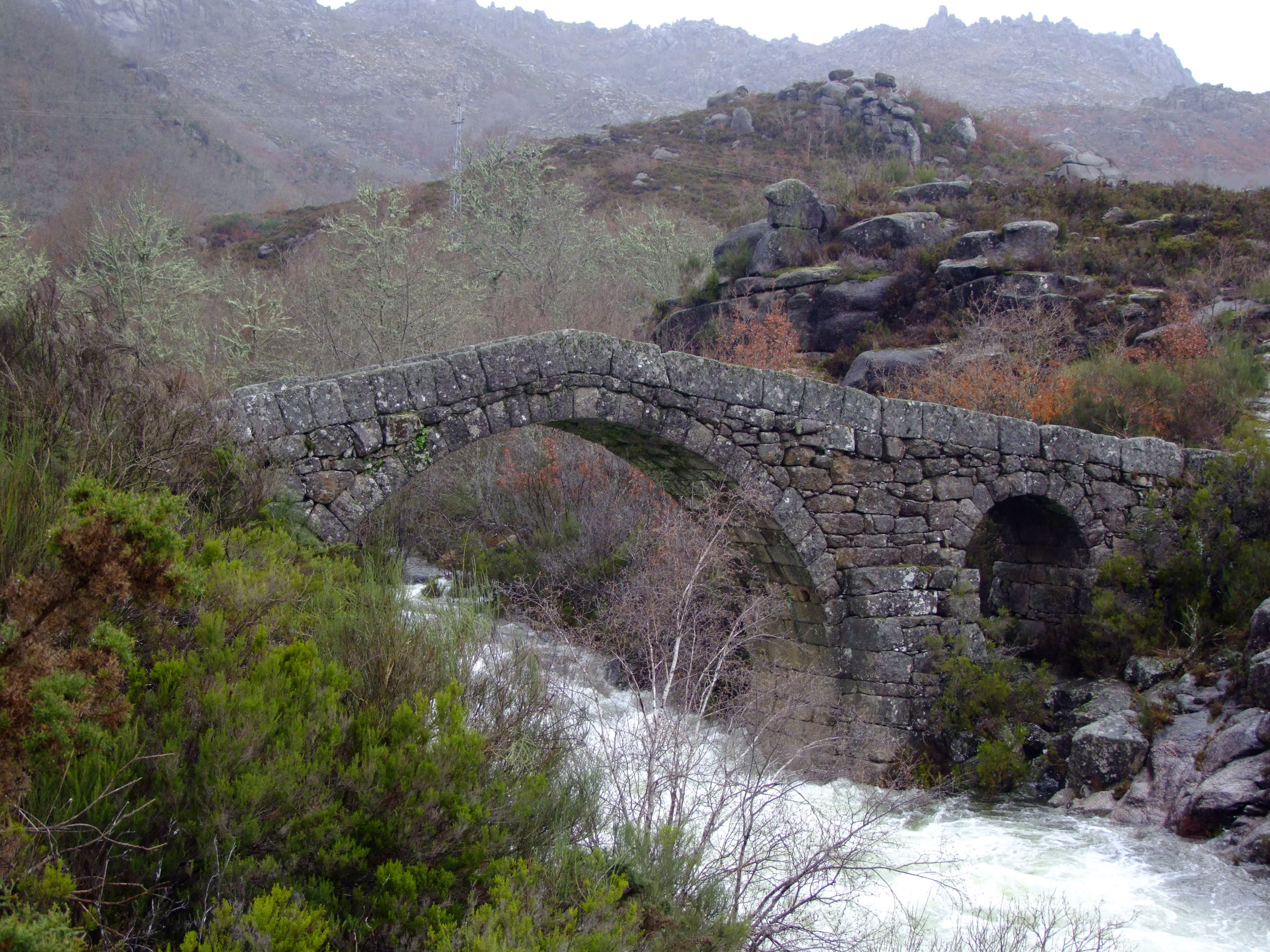
Die Brücke in der Landschaft